# Torrentz
Torrentz је био фински веб претраживач torrent датотека. Власник претраживача била је особа која се представљала под псеудонимом Флипи (енгл. Flippy). Претраживач је индексирао torrent датотеку са свих већих torrent веб-сајтова и нудио је широк спектар „тракера“ који нису нужно уписани у самој torrent датотеци. Torrentz је 2012. био други torrent сајт по популарности одмах иза The Pirate Bay. Сајт је угашен 4. августа 2016.

## Историја
Новембра 2008. група превараната је покушала да преузме контролу над torrentz.com доменом фалсификујући документацију о власништву над доменом. Као меру предострожности администратор сајта је регистровао још један домен torrentz.eu. После 18. децембра 2010. torrentz.eu је постао главни домен претраживача након што су torrentz.com заплениле америчке власти.

## Употреба
Кориснички интерфејс је био једноставан и минималистичан. Састојао се од два блока корисничког менија и поља за претраживање. За претраживање није била потребна регистрација и претраживач је подржавао autocomplete опцију, нудећи сугестије засноване на популарним претрагама које се поклапају са укуцаним терминима.